# Igor Wagner
Igor Wagner är en fiktiv karaktär som förekommer i den tecknade serien Tintin, av tecknaren Hergé.
Wagner är ackompanjatör till Bianca Castafiore, "Näktergalen från Milano", och tvingas av Castafiore ideligen öva skalor. I albumet Castafiores juveler framkommer det att Wagner spelar på hästar.
Wagner bär glasögon, har en liten mustasch, är tunnhårig och ganska liten till växten. Han förekommer första gången i albumet Kung Ottokars spira, men presenteras med namn först i Castafiores juveler.